# Cat siu fuk
Pour les articles homonymes, voir Painted Faces.
Cat siu fuk (七小福) est un film hongkongais réalisé par Alex Law, sorti en 1988.

## Synopsis
Le film retrace l'histoire de l'Académie d'étude du théâtre chinois (中国戏剧研究学院, en anglais Peking Opera School), l'école hongkongaise dirigée par Maître Yu (joué par Sammo Hung, qui a été son élève à partir de 1959). Son enseignement était renommé pour être dur, et les coups de bâtons y étaient fréquents.

## Fiche technique
- Titre original : Cat siu fuk, 七小福 (litt. « Sept petites bénédictions »)
- Réalisation : Alex Law
- Scénario : Mabel Cheung et Alex Law
- Musique : Lowell Lo
- Pays d'origine : Hong Kong
- Durée : 112 minutes

## Distribution
- Chang Wen-lung : Cheng Lung, Jackie 'Chan' adolescent
- Cheng Pei-pei : Ching
- Chung Chin-jen : Samo, 'Grand frère' adolescent
- Huang Chien-wei : Yuan Biao adolescent
- Ku Hui : Yuan Biao enfant
- Sammo Hung : Maître Yu
- Lam Ching-ying : Wah
- Hsiao Ming-kuei : Cheng Lung enfant
- John Sham : Stagehand
- Wu Ma : Réalisateur
- Yang Shih-hsien : Samo enfant

## Autour du film
Jackie Chan, Yuen Biao, Corey Yuen et Yuen Wah ont également fait partie de cette école.

## Distinctions
- Meilleur acteur pour Sammo Hung au Asia-Pacific Film Festival 1988.
- Meilleur acteur pour Sammo Hung et Meilleur directeur photo pour David Chung aux Hong Kong Film Awards 1989.